# Contea di Wushan (Chongqing)
La contea di Wushan (cinese semplificato: 巫山县; mandarino pinyin: Wūshān Xiàn) è un distretto di Chongqing. Ha una superficie di 2.958 km² e una popolazione di 600.000 abitanti al 2006.